# 구름이 흩어질 때
"구름이 흩어질 때"는 1962년 공개된 대한민국의 영화이다.

## 배역
- 최무룡
- 조미령
- 김승호
- 손미희자